# Tekamah
La ville de Tekamah est le siège du comté de Burt, dans l’État du Nebraska, aux États-Unis. Sa population s’élevait à 1 736 habitants lors du recensement de 2010, estimée à 1 730 habitants en 2016.